# Har Malkišua
Har Malkišua (hebrejsky: הר מלכישוע) je hora o nadmořské výšce 536 metrů v severním Izraeli, v pohoří Gilboa a nejvyšší vrchol tohoto pohoří.
Leží v jižní části pohoří Gilboa, cca 10 kilometrů jihozápadně od města Bejt Še'an a 1,5 kilometru jižně od vesnice Mejrav. Má podobu výrazného návrší s odlesněnou vrcholovou partií, na které je rozložena zástavba obce Malkišua. Východním směrem terén prudce klesá, vesměs po odlesněných svazích, do zemědělsky využívaného Bejtše'anského údolí, kam odtud klesá také vádí Nachal Malkišua. Na jih odtud stojí sousední vrchol Har Avner, na severní straně je to hora Har Avinadav. Po západních svazích hory vede izraelská bezpečnostní bariéra, která od počátku 21. století odděluje přilehlý Západní břeh Jordánu, kde v blízkosti Har Malkišua leží palestinská vesnice al-Mughayyir.